# Christian-Peter Friese

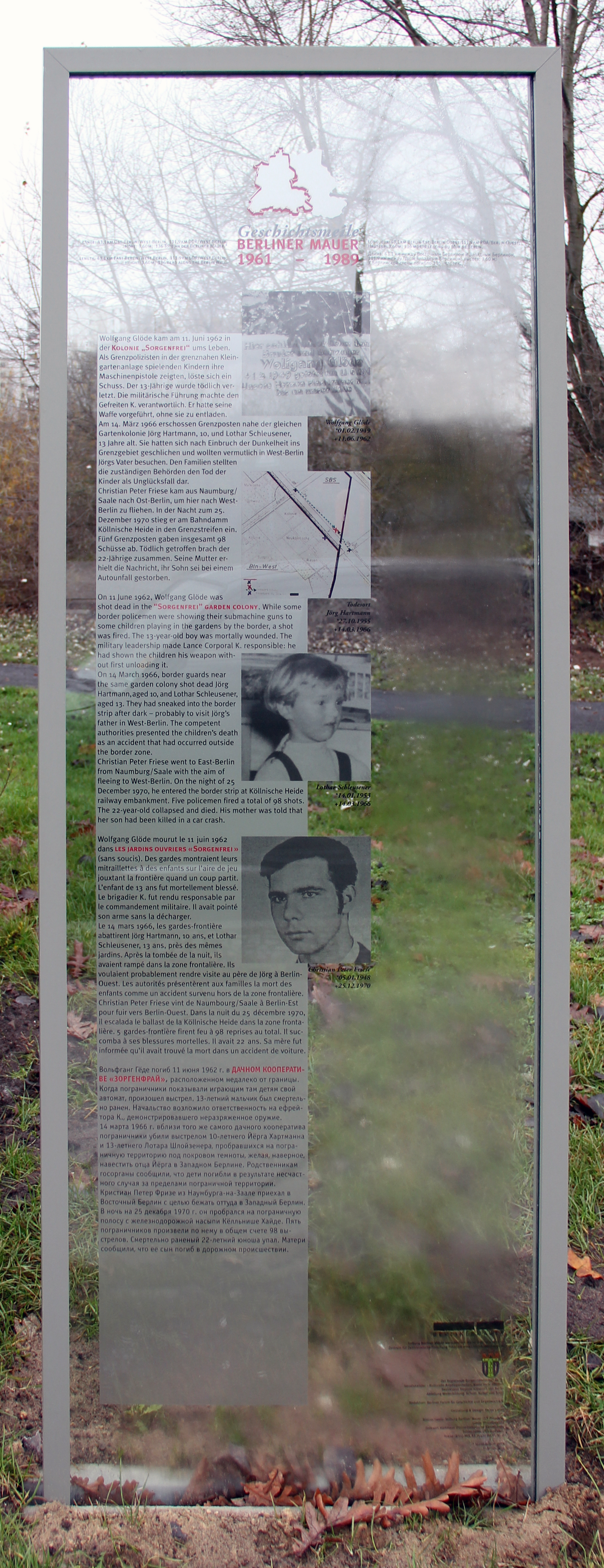
Gedenktafel, Kiefholzstraße 100, in Berlin-Plänterwald

Christian-Peter Friese (* 5. August 1948 in München; † 25. Dezember 1970 in Berlin) war ein Todesopfer an der Berliner Mauer. Angehörige der Grenztruppen der DDR erschossen ihn bei einem Fluchtversuch aus der DDR.

## Leben
Als einziges Kind seiner Mutter wuchs Friese bei ihr in Naumburg auf. Sein Vater ist nicht bekannt. Nach der Schule absolvierte er eine Lehre zum Kfz-Schlosser. Er zog kurzzeitig mit seiner Verlobten nach Karl-Marx-Stadt, kehrte aber alleine wieder zurück. In Naumburg nahm er eine Anstellung bei der Deutschen Reichsbahn an. Im Naumburger Siedlungs-Club engagierte er sich ehrenamtlich in der Jugendarbeit.
Am Abend des 24. Dezember 1970 verließ Friese seine Wohnung, ohne Abschied von seiner Mutter zu nehmen oder eine Nachricht zu hinterlassen. Mit dem Zug fuhr er nach Ost-Berlin. Dort angekommen begab er sich in die Kleingartenkolonie Vogelsang II in Treptow, die unmittelbar an der Grenze lag. Er beobachtete die Grenze und kletterte gegen Mitternacht über den Hinterlandzaun. Durch Berührung des anschließenden Signalzauns löste er Alarm aus. Die Grenze war an dieser Stelle gut ausgeleuchtet und von zwei Wachtürmen zu überblicken. In der klaren Nacht war eine zusätzliche Gruppe von Grenzsoldaten auf dem Bahndamm Kölnische Heide abgestellt. Insgesamt fünf Grenzsoldaten eröffneten das Feuer auf Friese, der im Kfz-Sperrgraben in Deckung ging. Kurz später begann er, erneut in Richtung des letzten Grenzzauns zu rennen. Dabei wurde er mehrfach in Ober- und Unterschenkel sowie im Oberkörper getroffen. Er erlag seinen Verletzungen noch im Todesstreifen. Die Tatortskizze, die in den Akten des Ministeriums für Staatssicherheit (MfS) war, verzeichnete insgesamt 98 auf Christian-Peter Friese abgegebene Schüsse.
Der Vorfall wurde von Anwohnern beider Grenzseite beobachtet. In West-Berlin – hier schlugen mehrere Kugeln in Häuser und Bäume ein – kam es zu Protesten gegen die Grenzsoldaten. Auch ein Senatssprecher und der amerikanische Stadtkommandant äußerten ihren Protest. Die West-Berliner Polizei leitete ein Ermittlungsverfahren ein. Diese Maßnahme wurde bei allen Mauertoten ergriffen, wenn deren Tod in West-Berlin bekannt wurde.
Frieses Mutter wurde am 7. Januar 1971 von Mitarbeitern des MfS über den Tod informiert. Die Legende war, dass Christian-Peter Friese mit dem Auto gegen einen Baum gefahren sei. Die Leiche war bereits eingeäschert. Die Urne wurde einen Monat später nach Naumburg überstellt und dort auf dem Städtischen Friedhof unter Aufsicht des MfS beigesetzt.
Nach der deutschen Wiedervereinigung gab die Mutter bei der Naumburger Polizei zu Protokoll, dass ihr Sohn ihr Fluchtabsichten offenbart hatte. In einem Mauerschützenprozess wurden die beteiligten Grenzsoldaten freigesprochen, weil ihnen weder eine Tötungsabsicht noch die individuelle Verantwortung für den Tod nachgewiesen werden konnte.